# A-ha
A-ha, psaná ve formě a-ha, je norská hudební skupina hrající aktivně v letech 1982 až 1994, 1998 až 2010 a dále od roku 2015 do současnosti. Skupinu tvoří trojice Morten Harket (zpěv), Paul Waaktaar-Savoy (kytara) a Magne Furuholmen (klávesy). V osmdesátých letech trio patřilo mezi nejpopulárnější hudební skupiny, kapela prodala celosvětově okolo 76 milionů alb a jejich singly obsadily osmadvacetkrát první místo hitparád, sedmatřicetkrát se dostaly do Top 5, osmnáctkrát do Top 10 a čtyřiatřicetkrát do Top 20.

## Historie

### Začátky
Jako přesné datum vzniku bývá uváděno 14. září 1982. Paul (v té době používal své původní jméno Pål Waaktaar) a Mags měli původně svou vlastní kapelu ze sedmdesátých let, ale nebyli příliš úspěšní. Po problémech na počátku osmdesátých let se rozhodli založit novou skupinu a přibrat zpěváka, kterým se stal Morten.
Jejich první pokus o vydání nahrávek nedopadl úspěšně. Mimo jiné byla odmítnuta skladba „Lesson One“, později přejmenovaná na „Take On Me“. Ani druhý pokus nevypadal nejlépe. Během nahrávání alba Hunting High And Low byl vydán singl „Take On Me“, kterého se prodalo pouhých 300 kopií. Přesto se skladba dostala do norské hitparády. A-ha ji následně zremixovali a vydali podruhé. Také k ní znovu natočili videoklip, který v sobě spojil hraný a animovaný obraz, což bylo v té době něco nevídaného. Tento klip se nemalou měrou podílel na obrovském úspěchu skladby, která v roce 1985 obsadila první příčku hitparád devíti zemích včetně Spojených států. Videoklip dokonce v roce 1998 získal třetí místo jako nejlepší videoklip všech dob na televizní hudební stanici VH1.

### Hunting High And Low
V témže roce (1985) vydali první album Hunting High And Low. S ním přišly další skladby, jako „The Sun Always Shines On TV“, „Hunting High And Low“ a „Train Of Thought“. O rok později vyšlo i druhé album Scoundrel Days, obsahující úspěšné skladby „Manhattan Skyline“, „Cry Wolf“ a „I've Been Losing You“. A-ha se stali definitivně slavní a vyrazili na turné.

### Další alba
V roce 1987 složili stejnojmennou titulní skladbu pro film s Jamesem Bondem – The Living Daylights. Tato písnička se objevila i na dalším albu, Stay On These Roads, vydaném v roce 1988. V roce 1990 přišlo čtvrté album East Of The Sun, West Of The Moon. Následujícího roku A-ha vydali album Headlines And Deadlines, což je převážně jen výběr jejich největších hitů, a vydali se na další světové turné.
V 1993 vydala skupina A-ha album Memorial Beach a vypadalo to, že se skupina rozpadla. Jednotliví členové se věnovali sólovým projektům a pět let o nich jako o skupině nebylo slyšet. Teprve 11. prosince 1998 se objevili veřejně opět spolu na slavnostním koncertu při příležitosti předávání Nobelovy ceny s novou skladbou „Summer Moved On“. V roce 2000 bylo vydáno album Minor Earth Major Sky. V roce 2002 nahráli album „Lifelines“, obsahující úspěšné skladby „Forever Not Yours“ a „Lifelines“. V roce 2003 vydali své první živé album How Can I Sleep With Your Voice In My Head. V roce 2004 vyšel nový výběr The Singles 1984-2004. Z roku 2005 je album Analogue, album Foot Of The Mountain spatřilo světlo hudebního světa na jaře roku 2009, rok před oficiálním rozchodem skupiny.

### Rozchod
V říjnu roku 2009 členové skupiny ohlásili ukončení své společné dráhy a vydání se na individuální cesty. Působení ve skupině završili světovou koncertní šňůrou v roce 2010 a posledním koncertem v hlavním městě jejich rodného Norska, Oslu 4. prosince 2010. Tím byla činnost skupiny, po 25 letech od vydání debutového alba Hunting High and Low s hitem „Take On Me“, ukončena.

### Znovuobnovení v roce 2015
V březnu roku 2015 skupina ohlásila návrat. 4. září 2015 vyšlo v pořadí již 10. studiové album Cast In Steel a následně se skupina vydala na turné, které započalo 24. září 2015 v Buenos Aires a mělo naplánovaných 34 koncertů a mělo by skončit sérií vystoupení v Norsku začátkem května 2016.

## Diskografie
Řadová alba
- 1985: Hunting High and Low
- 1986: Scoundrel Days
- 1988: Stay on These Roads
- 1990: East of the Sun, West of the Moon
- 1993: Memorial Beach
- 2000: Minor Earth Major Sky
- 2002: Lifelines
- 2005: Analogue
- 2009: Foot of the Mountain
- 2015: Cast In Steel
- 2022: True North

Koncerty
- 2003: How Can I Sleep With Your Voice In My Head
- 2011: Ending on a High Note
- 2016: a-ha Hits South America
- 2017: MTV Unplugged - Summer Solstice

Kompilace
- 1991: Headlines and Deadlines
- 2004: The Singles 1984-2004
- 2004: The Demo Tapes
- 2010: 25